# Astacianos
Los astacianos fueron herejes del siglo IX, secuaces de un tal Sergio, el cual había renovado los errores de los maniqueos. 
Su nombre, derivado del griego, significa sin consistencia, variables, inconstantes porque cambiaban de lenguaje y creencia a su capricho. Los astacianos unían el uso del bautismo a lodas las ceremonias de la ley de Moisés y formaban una mezcla absurda de judaísmo y de cristianismo.
Se creían fuertes con el apoyo del emperador Nicéforo I, que los favorecía; pero su sucesor Miguel Europalato los reprimió por medio de unos edictos muy severos. Se cree que estos son los que Teófanes y Cedreno llaman antiganianos. El P. Goar, en sus notas sobre Teófanes en el año 803, pretende que las turbas de vagos, conocidos en Francia por el nombre de bohemios y egipcios eran restos de los astacianos; mas esta conjetura no se conforma con la idea que Constantino Porfirogeneto y Cedreno nos dan de esta secta: nacida en Frigia, dominó allí y se extendió poco en lo restante del imperio. 